# 先生のたまご
『先生のたまご』は、みなづき忍による日本の4コマ漫画作品。

## 概要
生徒ではなく、教師をメインに据えた学園コメディ4コマ漫画。
小さくて、小学生に見えるたまこ先生を中心に、穏やかでほのぼのとした教師視点の学園生活が描かれる。
授業風景はあまり描かれず、職員室での日常やイベントが中心。
初期は主人公を含めメインとなるキャラクターが全て教職員であり、生徒達がモブキャラであることが特徴だったが、第28話でたまこが担任を持つようになってからは、たまこのクラスの生徒も準レギュラーのキャラクターとして登場するようになった。
『まんがタイム』（芳文社）にて2008年12月号・2009年1・3月号に掲載された後、『まんがタイムオリジナル』（同）に移動して2009年4月号より2014年7月号まで連載された。

## 登場人物

### 単行本第1巻(第23話まで)時点での登場人物
国分寺たまこ（こくぶんじ　たまこ）
本作の主人公で、新米の国語教師。
新米ながら2年5組の副担任を務める。
自己紹介の時に自身の名前を「国分寺たまご」と噛んでしまったため、周囲からは「たまご先生」と呼ばれている。
非常に小さくて（身長は160cmない）ドジではあるが、常に一生懸命な性格。
見た目だけでなく、言動もどこか子供じみており、本人も大人の服に憧れるも子供服を気にいる等、それほど気にはしていない。
また、体が小さいものの運動能力が非常に優れている。
実家住まいの様子。
料理は苦手。社会科や理系科目、パソコンも苦手。ただ、お酒には強い。
化野雅（あだしの　みやび）
化学教師。
2年5組の担任であり、たまこの教育係のような立場でもある。
ややいい加減な性格で、たまこをよくからかっては楽しんでいる。
数木曰く「性格がひねくれていて、根性が悪くて、悪ふざけが好きで、デタラメ」。
雨の日は髪型が派手に爆発するほどの癖毛持ち。薬を飲むのが苦手（カプセルですら）。
料理は苦手。
保取都（ほとり　みやこ）
養護教諭。
化野とは高校生の時に同じクラスになって以降なぜか大学も職場も同じという縁。
本人たちは「テキトーなつきあい」とは言っているが、気を使わない間柄のためかほぼ常に行動を共にしている。
非常にスタイルがいい。
生徒の保健室の利用は少ないものの、たまこが頻繁に怪我（ドジ）をするため頻繁に顔を合している。
料理は苦手。
数木学（かずき　まなぶ）
数学教師。1年4組の副担任。
冷めた態度が多く、主に賑やかな女性たちに対して冷静な一言を放つことが多い。
時折、化野に関する暴言をたまこに吹きこんでは化野の怒りを買っている。
その化野からは「数学小僧」や「理系」と呼ばれている。
ネコ好きであり、頻繁に学校に侵入するネコの面倒をよく見ている。自宅でも猫を飼っている。
姉がおり、子供が生まれるらしい。
お酒に弱い一団の中で、たまこと数木だけがお酒に強い。ただし、運動オンチ。
体地（たいち）
体育教師。
非常に寡黙でセリフを全く発しない。
見た目はトロそうではあるが、体育教師らしく足が非常に速い。
また、手品を得意としている。
英（はなぶさ）
英語教師。若く見えるが、年齢不詳なところもある。
やや片言気味の日本語を喋る。
家持（やもち）
恐らく家庭科の教師。
ややお年を召されており、落ち着いた物腰だが、雅が学校の備蓄食料をこっそりくすねていたと知ったときは流石に怒った。
創作料理を見ると家でも作れないか研究をするほか、地域のお祭りで屋台を出したときは水を得た魚のように活躍している。
社（やしろ）
社会科教師。あっさりした浮世絵のような顔の温厚な人物。しかし怒らせるととても怖い。
前任の教師が退職してからたまこに引き継ぐまで、短期間だが文芸部顧問を務めていた。
大山リカ（おおやま　りか）
教育実習生としてやってきた卒業生。希望は理科の教師であり、実習の担当は化野。
舞台の高校の卒業生であり、当時は生徒会長として学校を裏から牛耳っていたらしい。
また、在学中から教師だった化野の黒歴史を握っている。
実習生としての内容は非常に優秀の模様。
ネコ
職員室に頻繁に姿を現すネコ。鳴き声は「うな」。
全員が好き勝手に名前を呼んでおり、「玉三郎」「マイケル」「にゃんじろー」「アレキサンダー」「親分」「ボス」と様々。
飼い猫とは思われるが、あちこちに別荘があり、職員室もその一つ。
校内一のモテ男だが、作品後半はほとんど登場しなくなる。

### 単行本未収録分(第24話～)からの登場人物
宮澤よだか（みやざわ　よだか）
第28話から登場した、たまこのクラスの生徒。高校生男子としては小柄で性格もやや子どもっぽく、たまことは何かにつけて身長のことで張り合う仲。
こころとは幼稚園児のときから家が隣同士という幼馴染みで性格もよく熟知しており、ここぞというときにはこころの背中を押すことが多い。
運動が得意な代わりに勉強はあまり得意ではないが、1年生の文化祭における舞台劇では全体の台詞を全て覚えている才能を見せ、シンデレラ役の舞姫が1日目に貧血で倒れたときは、代役に（半ば強引に）抜擢された。
3歳年下の弟ぎんががおり、よだかの卒業と入れ替わりに最終話で舞台の高校に入学している。
夏目こころ（なつめ　こころ）
第28話から登場した、たまこのクラスの生徒。高校生女子としては背が高く性格はしっかりしており、クラスの委員長を務める。
よだかとは幼馴染みで、自由奔放なよだかのブレーキ役になることもあれば、困ったときにはよだかに頼ることもあるなど、いわゆる友達以上恋人未満な関係。
よだかとは逆に勉強は得意だが運動が苦手で、部活は文芸部に所属している。1年生の文化祭における舞台劇では「背が高くてさわやかだけど、割とウッカリというか苦労性で貧乏くじをひきまくっている」というイメージから王子役になった。
中原カヤ（なかはら　かや）
第31話から登場した、たまこのクラスの生徒。美人だがことあるごとに腹黒さがにじみ出るなど、どこかシニカルで掴みどころのない性格。
こころと同じく文芸部に所属している。1年生の文化祭における舞台劇では「性質悪くて楽しそう」という理由から継母ではなく女王兼魔女に自ら立候補した。
中盤からはオカルト系な一面も見せるようになり、3年生の運動会でクラスの総大将を務めたときは風水を用いたところなぜか競技で幸運が続き、優勝を招き寄せている。
兄がいる。
島崎（しまざき）
たまこのクラスの生徒で、顔自体は第30話から登場していたが、名前が明らかになったのは第36話から。いかにも人当たりのいい優等生といった性格で、よだかとよくつるんでいる。
1年生の文化祭における舞台劇ではシンデレラを軸に魔法使いと白雪姫の要素をミックスしたオリジナルの脚本を考え、監督を務めた。3年生では卒業アルバム係になっている。
森舞姫（もり　まき）
第36話から登場した、たまこのクラスの生徒。クラスきっての美人で、1年生の文化祭における舞台劇では投票によりシンデレラの役を務めた。登場回数はあまり多くないが、こころやカヤと接する機会は多い模様。
紙織文子（かみおり　ふみこ）
第42、45、46話に登場した文芸部部長で、こころやカヤの一つ上の3年生。こころが文芸部に入ったきっかけは、文子が部活説明会で朗読したオリジナルの童話だった。まだ未完だったがたまこの励ましを受けて学園祭に向けて書き上げると、文芸部員がそれを絵本として完成させ、サプライズの児童向け朗読会を花道に引退していった。
本町めぐる（もとまち　めぐる）、語部読子（かたりべ　よみこ）
第42、45、46話に登場した文芸部員で、こころやカヤの一つ下の学年。お互い仲はいい模様。
トム・エドワーズ
第49、54、56話で登場。海外の姉妹校からELTの講師として来日した。友人のボビーから教材を借りて日本語を勉強していたもののネット用語ばかり覚えてしまい、たまこ達にほとんど通じなかったが、のちに日本語がかなり上達し、たまこ達との会話もできている。
第56話で夏バテ対策に納涼百物語が開かれた際は「この世で一番コワイのはニンゲンだから全然ダイジョウブ」と参加したが、こころの怪談に「はじめてオバケがコワイと・・・」とあえなくリタイアした。
お酒には強い。

## 単行本
- 芳文社よりまんがタイムコミックスで第1話～第23話までを収録した第1巻が刊行。
  1. 2011年6月22日発行 ISBN 978-4-8322-6976-7

- 続刊は無く、第24話～第67話(最終回)は同人誌として刊行された[19]。